# Relaciones Palestina-Perú
Las relaciones Palestina-Perú se refieren a las relaciones diplomáticas entre la República del Perú y el Estado de Palestina. Palestina cuenta con una embajada en Lima. Palestina y Perú son miembros del Movimiento de Países No Alineados y la Unesco.

## Historia
En 2011, durante el gobierno de Ollanta Humala se reconoció al Estado de Palestina. La posición de Perú sobre Palestina fue anunciado el 24 de enero de 2011 durante la presentación de la III Cumbre de América del Sur-Países Árabes, cuyo evento se desarrolló en Lima entre 12 al 16 de febrero.
En el 2014, el presidente del Perú, Ollanta Humala, realizó una visita a Palestina.
En el 2022, el presidente del Perú, Pedro Castillo, brindo un discurso ante la ONU en el que pide el reconocimiento de una "Palestina independiente y viable".
El Perú apoyo a la resolución aprobada aprobada el 27 de octubre de 2023 durante el 10° periodo extraordinario de sesiones de emergencia de la Asamblea General de las Naciones Unidas, que pide que se declare una tregua humanitaria que conduzca al cese de las hostilidades.
En noviembre de 2023, el Perú condenó los ataques realizados por Israel contra el campo de refugiados de Jabalia, en Gaza.
En el 2024, el Gobierno del Perú expresa su condena y pesar por los hechos ocurridos el 29 de febrero de 2024 en la Franja de Gaza.